# Amir Karič
Amir Karič (Velenje, 31 december 1973) is een Sloveens voormalig voetballer, die speelde als verdedigende middenvelder of verdediger.

## Interlandcarrière
Onder leiding van bondscoach Zdenko Verdenik maakte Karič zijn debuut voor het Sloveens voetbalelftal op 21 mei 1996 in de vriendschappelijke thuisinterland tegen Verenigde Arabische Emiraten (2-2), net als Miran Srebrnič (HIT Nova Gorica). Hij viel in dat duel na 45 minuten in voor Vili Bečaj en nam de 2-2 voor zijn rekening. Dat was zijn eerste en enige doelpunt voor de nationale ploeg. Karič speelde in totaal 64 interlands, en scoorde één keer voor zijn vaderland. Hij nam met Slovenië deel aan het EK voetbal 2000 en het WK voetbal 2002.
1 Simeunovič ·
2 Sankovič ·
3 Milinovič ·
4 Vugdalić ·
5 Galič ·
6 Knavs ·
7 Novak ·
8 A. Čeh  ·
9 Osterc ·
10 Zahovič ·
11 Pavlin ·
12 Dabanovič ·
13 Rudonja ·
14 Gajser ·
15 Tavčar ·
16 Tiganj ·
17 Pavlović ·
18 Ačimovič ·
19 Karič ·
20 N. Čeh ·
21 Cimirotič ·
22 Nemec ·
23 Bulajič ·
Coach: Katanec